# Madna
Madna (em árabe: مادنة) é uma comuna localizada na província de Tiaret, Argélia. Sua população estimada em 2008 era de 2 935 habitantes.